# Piper Halliwell
Piper Halliwell es la protagonista principal de la serie de televisión Charmed, interpretado por Holly Marie Combs. Es la única de las cuatro protagonistas de la serie que apareció en todos los episodios de la misma; si se cuenta el piloto original, en el cual, el personaje de Phoebe fue interpretado por Lori Rom, y no Alyssa Milano.
En 2008, AOL nombró a Piper, la tercera mejor bruja de la historia de la televisión, detrás solamente de Samantha Stephens y Willow Rosenberg.

## Antecedentes
Piper Halliwell nació el 7 de agosto de 1973, hija de Patricia Halliwell y Victor Bennet. Es la segunda hija del matrimonio, hermana menor de Prue, y hermana mayor de Phoebe y Paige. Piper es dulce, cariñosa, simpática y es la voz de la razón entre el trío de brujas.
Como bruja, posee los poderes de Inmovilización Molecular, poder consistente en paralizar a seres u objetos, ralentizando sus moléculas. Al principio le costaba controlarlo, pero a medida que pasaban los años tiene un mayor control y este poder se hace mayor. También desarrolló el poder de combustión molecular, poder totalmente antónimo del primero, puesto que consiste en explotar un cuerpo haciendo que sus moléculas se aceleren.
Con conocimientos en contabilidad y como chef, Piper trabajó como cajera de un banco después de graduarse de la universidad, pero fue persuadida por su abuela para dejar el trabajo. Después de que su abuela muriera en 1997, Piper trabajó como chef en un restaurante ubicado en el centro de San Francisco llamado Quake (terremoto), posteriormente llegó a administrarlo, pero finalmente se dio cuenta de que no le agradaba lo que hacía y renunció, optando por establecer su propio negocio, el club conocido como 'P3' (simbolizando el poder de tres, y los nombres de las hermanas)
Después de fallecer Prue, llega una hermana que desconocían tener y aunque la odia en un principio porque cree que quiere que reemplazar el lugar de su hermana Prue en su vida.

## Poderes
Una vez que su linaje de bruja es revelado, después de que Phoebe encuentra el Libro de las Sombras y despierta a las 'embrujadas', Piper entra en pánico, y se asusta de sus poderes, con los cuales ella teme herir a alguien. Piper heredó el poder de Inmovilización Molecular de su antepasada Melinda Warren; lo que le da la habilidad de "congelar" objetos frenando sus moléculas. Su poder fue inicialmente activado por el pánico. Si las manos de Piper estaban atadas, perdía la habilidad de usar su poder. Aunque le costó tiempo controlarlo, posteriormente le fue posible "descongelar" selectivamente objetos o sujetos. Con el aumento de sus poderes, Piper fue capaz de congelar en lugares abiertos (puesto que antes solamente podía hacerlo en lugares cerrados), mantener las cosas congeladas por mayor tiempo, y en un área alejada de ella.
Después, desarrolló el poder más ofensivo cual es La Combustión Molecular, explotar cosas. Este poder trabaja en aumentar la velocidad de las moléculas de los objetos deseados a tal punto de hacerlas explotar.
Usa un movimiento de manos similar para controlar sus dos poderes. Como con el congelamiento, Piper aprendió a controlar su poder y atacar con precisión.
Ambos poderes están relacionados con sus manos y sus ojos, ella necesita ver las cosas para congelarlas o explotarlas y usar sus manos en dirección al ser u objeto deseado. Algunas criaturas, buenas y malas, son resistentes o son inmunes a sus poderes: entre ellos Balthazor (Cole Turner), a quien lo único que podía hacer era mandarlo a volar unos metros en vez de destruirlo, además de paralizarlo durante un período corto de tiempo.
Como sus hermanas, Piper tiene la habilidad de crear pociones mágicas y recitar y escribir hechizos. Es la mejor haciendo pociones, como fue predicho por la abuela en 1997 antes de su muerte. Es por eso que Piper es una chef natural con conocimientos de sabores y usos de hierbas.
Ha obtenido otros poderes temporalmente, cuando ha sido convertida en hechicera oscura (Warlock), Wendigo, Furia y hasta Diosa Griega. Pero al volver a la normalidad los ha perdido.
También desarrolló habilidades especiales durante su primer embarazo , volviéndose prácticamente indestructible, hecho que se demuestra al luchar contra Cole poseyendo este el poder de los avatares . Dado que Wyatt, su primogénito, era mitad brujo, mitad guía blanco, sus poderes le permitían autosanación, creación de barreras protectoras y orbitación, poderes que perdió en el momento del nacimiento de Wyatt.
Poderes: Aparte de los poderes básicos de una bruja, como recitar hechizos y hacer pociones, Piper posee los dones de:
- Combustión Molecular

- · Inmovilización Molecular*  Poder mágico realzado por su condición "Charmed One"

## Desarrollo del Personaje
Piper creció en la Mansión Halliwell, junto a su hermana mayor Prue y a su hermana menor Phoebe. Después de la muerte de Patty, su madre, y del abandono de Victor, su padre, las chicas quedaron a cargo de su abuela materna Penny.
Al morir Penny, Piper se queda sola en la Mansión después de que Prue se compromete con Roger, un empleado del museo en el que trabajaba, y Phoebe se muda a Nueva York. Sin embargo, después de unos meses, al pensar que Roger le ha engañado con su hermana Phoebe, Prue rompe su compromiso y regresa a la Mansión. Piper tiene una relación con Jeremy, un reportero, el cual es realmente un Brujo, esperando el momento en el que las Embrujadas despierten, para así poder robar sus poderes.
Poco tiempo después, Piper recibe la noticia de que Phoebe, tras un fracaso laboral en Nueva York, regresará a San Francisco, noticia que decide guardar pues sabe que a Prue no le parecerá demasiado agradable después de que ella fuera la razón del final de su matrimonio. Mientras tanto, Piper tiene preparada una entrevista de trabajo en el restaurante Quake y deberá preparar una receta especial para demostrar sus habilidades culinarias. Una noche antes de su entrevista, Phoebe regresa a San Francisco, y entonces, con las tres hermanas reunidas nuevamente bajo el mismo techo, las Embrujadas despiertan. Jeremy revela su verdadera identidad e intenciones pero con los poderes de brujas son capaces de eliminarlo. A partir de ese momento, Piper y sus hermanas deberán acostumbrarse a su nueva vida, ayudando a los inocentes que se cruzan en su camino.
Tras severos fracasos amorosos, Piper se concentra en su trabajo en el Quake y en comprender todo el asunto de la magia, pero cuando Leo, un reparador, llega a la casa a realizar varios trabajos de restauración, y tras una pequeña disputa con Phoebe por conquistarlo, se da cuenta de que está realmente enamorada de él. Desafortunadamente, Leo no es solamente un reparador, sino el ángel blanco de las Embrujadas, y tiene prohibido entablar una relación con alguna bruja, especialmente si es una de sus protegidas. Por ello, Leo se aleja y desaparece de la vida de Piper abruptamente, pero no por mucho tiempo. Cuando Leo es herido por un ángel negro, recurre a las Embrujadas por ayuda, revelando así su verdadera identidad. Después de esto, Piper piensa que es muy complicado el considerar una relación con Leo, y pone sus ojos en Dan, un nuevo vecino que llega a la casa de junto. Leo regresa y, al darse cuenta de que sostiene una relación nueva, este decide pelear por su amor, confrontándose en varias ocasiones a Dan. Finalmente, Piper decide aceptar a Leo, y Dan desaparece de su vida para siempre. Un año más tarde, Piper y Leo se casan en una pequeña ceremonia, desafiando así las órdenes de los Ancianos, los Poderes Supremos que regulaban los asuntos mágicos en la Tierra.
Por años, Piper y sus hermanas vivieron sin su padre, Victor, quien se alejó de su familia al no comprender la naturaleza de los poderes de la familia Halliwell, y mucho menos, la leyenda de las Embrujadas. Años más tarde Victor regresa a la vida de las hermanas, cuando éstas ya han despertado como las Embrujadas, con la intención de recuperar el tiempo perdido y formar parte de sus vidas.
Después de darse cuenta de que trabajar como chef y administradora de un negocio que no es suyo no era lo que realmente deseaba al salir de la universidad, Piper renuncia a Quake y abre su propio club, el famoso 'P3', en el cual, a lo largo de la serie, se llegan a presentar diversos grupos y cantantes famosos, tales como Michelle Branch, Goo Goo Dolls, Cranberries, Ziggy Marley o The Flaming Lips. Abrir su local es posible gracias a un préstamo que Prue le hace a Piper, por lo que al morir esta, piensa que la existencia de 'P3' no tiene sentido. Pero después de una breve experimentación al tratar de venderlo, Phoebe, Paige y Leo la convencen de conservarlo.
Piper muere tras recibir el impacto de una bala en su abdomen por parte de una pagana fanática, unas horas después de que sus poderes son expuestos en cadena nacional. Sin embargo Phoebe hace un trato con la Fuente, logrando así un acuerdo que consiste en retroceder el tiempo y de esa manera evitar el frenesí desatado por la exposición de la magia. En la segunda vuelta, Shax, el asesino de la Fuente, vuelve a atacar a Piper, a Prue y al doctor que estas pretenden salvar. Desafortunadamente en esta ocasión Leo no llega a tiempo para curar a Prue y al doctor, por encontrarse en el inframundo en el momento del ataque. Leo llega y únicamente puede salvar a su esposa.
Al morir Prue, la leyenda de las Embrujadas  se desvanece, pero Piper y Phoebe conservan sus poderes mágicos. En un intento por revivir a Prue, Piper atraé sin querer a Paige, quien resulta ser una hija desconocida de Patty, madre de las hermanas, y su guía blanco, Sam. Así, cuando Paige llega a la mansión y el Poder de Tres es reconstituido, las Nuevas Embrujadas pueden matar a Shax y vengar así la muerte de Prue. Meses más adelante harán lo mismo con La Fuente, el cual termina en encarnarse en Cole. Eventualmente Paige se muda a la mansión con las hermanas, y Piper termina por aceptarla como parte de su familia y le toma mucho cariño.
Un año después de la muerte de Prue, y tras vencer la tentación de renunciar a sus poderes ante una oferta única de retomar sus vidas normales, descubre que está embarazada, lo cual le había sido muy difícil después de hacerse estudios y descubrir que las batallas y ataques demoníacos le habían hecho casi imposible procrear a aquella hija que alguna vez conoció en un viaje que hizo al futuro. Su embarazo le otorga varios poderes temporales muy impresionantes, lo cual le muestra que su hija no será una bruja ordinaria. Especialmente cuando descubre que varios demonios, tras la muerte de la Fuente, planean robarla para adquirir una infinita fuente de poder, lo cual ocurre incluso poco antes de dar a luz. Piper, sus hermanas y Leo se llevan una enorme sorpresa al momento en el que nace el bebé y se dan cuenta de que no es una hija sino un hijo, al que llamarán Wyatt Matthew, en honor de los apellidos de Leo y Paige.
Poco tiempo después, cuando las hermanas tienen que confrontar a los Titanes y convertirse temporalmente en Diosas Griegas, llega a sus vidas Chris, un guía blanco proveniente del futuro. Chris manipula la situación de tal manera que Leo sea 'promovido' como un Anciano, y así, abandone a las Embrujadas. Chris logra su cometido, y Leo debe abandonar a Piper para asumir su nuevo rol. Esto provoca que la familia se separe, sin saber que todo fue provocado por Chris como un plan secreto, y el primer paso es convertirse en su nuevo guía blanco.
Piper sufre mucho después de su separación, aunque Leo continúa ayudándola a cuidar a Wyatt, mientras este intenta descubrir las verdaderas intenciones de Chris. Las hermanas descubren posteriormente que Chris también es mitad brujo, como Paige, y que sus intenciones son proteger a Wyatt de un terrible destino: Convertirse en un brujo malvado. Las hermanas reciben la ayuda de Gideon, el director de la Escuela Mágica, institución comandada por los Ancianos, después de que estas lo ayudan a destruir a un misterioso demonio que mata a varios estudiantes y maestros, cortando sus cabezas. Durante esta intervención, Phoebe es sometida a un trance en el que descubre que Chris en realidad el segundo hijo de Piper y Leo y, por lo tanto, el hermano menor de Wyatt. Phoebe guarda el secreto, aunque ante la separación de Piper y Leo, sabe que deben hacer algo para hacerlos regresar y así no interferir en la concepción de Chris, asunto que se soluciona posteriormente cuando Piper y Leo vuelven a estar juntos por una noche.
Poco antes de la hora del nacimiento de Chris, Gideon elabora un plan para distraer a la familia y llevar a Piper a la Escuela Mágica para que dé a luz allí. Chris debe regresar a su línea temporal y Leo lo acompaña, pero en realidad son enviados a un mundo bizarro paralelo para evitar que ambos interfieran en el objetivo principal de su plan: Eliminar al pequeño Wyatt. Al final el plan de Gideon fracasa pero en un último intento por consumar sus planes, asesina a Chris, sin que este pueda regresar al futuro. Leo, lleno de rabia, asesina a Gideon con sus poderes de Anciano, lo cual le ocasiona ser removido de su posición y enviado de nuevo a la tierra. Piper y Leo vuelven a estar juntos, justo a tiempo para llegar al hospital y dar a luz al pequeño Chris. la familia vuelve a estar unida, aunque deben esperar a que los Ancianos determinen un castigo puesto que, aunque sus acciones estuvieron justificadas, Leo mató a un Anciano, y debe pagar las consecuencias.
Las brujas reciben advertencias de los Ancianos sobre el surgimiento de un Nuevo Poder: Los Avatares, un grupo de seres superiores que están más allá del bien y del mal. Previamente ya habían hecho aparición en la serie, buscando a un ser poderoso para complementar su poder y así poner en marcha el Nuevo Orden: Utopía. Ellos habían reclutado a Cole, pero este, cegado por sus emociones, utilizó el poder para sus fines personales y terminó muerto. En esta ocasión, sabiendo la situación de Leo con los Ancianos, se acercan a él para complementar su poder y, en esta ocasión, poner en marcha su plan. Cuando Leo es convertido en un avatar, Piper está enfocada en poder tener una vida normal con su familia, pero después de descubrir la nueva identidad de su esposo y de darse cuenta de las cosas que Utopía ofrece, acepta participar con los Avatares junto a sus hermanas.
Utopía no resulta ser tan perfecta como parece, y después de aliarse con el demonio Zankou, considerado el sucesor de La Fuente, Piper y sus hermanas destruyen Utopía. Los Avatares se marchan para esperar otro momento en el que la humanidad esté preparada para Utopía. Leo, habiendo sido destruido en la batalla contra los Avatares, es revivido pero es puesto a prueba. Leo, carente de recuerdos de sus vidas pasada y presente, es puesto en un rito del pasaje en el que debe elegir por sí mismo quedarse con su familia o convertirse en un Anciano. Piper es atacada por un demonio que la envenena y esta cae en un coma. En el plano fantasma, Piper es visitada por el espíritu de Cole, quien asegura estar ahí porque quiere que ella y Leo estén juntos, y de esa manera, hacer que esta recupere su fe en el amor. Con la ayuda de Cole, Piper se conecta con Leo justo después de haber elegido convertirse en un Anciano, y al recordar todo sobre su vida, se lanza del Golden Gate para recuperar su calidad humana. Después de mucho tiempo, Piper y Leo vuelven a estar juntos.
Finalmente concentradas en su papel como las Embrujadas, Piper y sus hermanas se preparan para combatir a Zankou, quien se las arregla para apoderarse del Libro de las Sombras y de la Mansión. Las Embrujadas libran la batalla final contra Zankou, aunque parece que la única manera de poder eliminarlo es destruyendo la casa, el Nexo y a ellas mismas. Tras recitar el encantamiento, la Mansión Halliwell es devastada por una explosión, haciendo creer a todos que las hermanas Halliwell murieron, aunque en realidad lo único que han hecho es cambiar de apariencia y de esa manera despedirse de su papel como las Embrujadas.
Meses más tarde, las hermanas asumen un rol en específico, haciéndose pasar como las "Primas Bennett" (sobrinas de Víctor y parientes de las hermanas Halliwell). Piper cambia su nombre a Jenny Bennett. Esta nueva identidad dura solamente unas semanas, hasta que después de la llegada de Billie, una bruja protegida de Paige, y varios eventos, las hermanas se dan cuenta de que deben darle la cara al mundo. En una conferencia de prensa ofrecida por el jefe del departamento de Seguridad Doméstica, las hermanas Halliwell regresan al ojo público, planteando la idea de que fueron ingresadas en el Sistema de Protección de Testigos.
Piper ayuda a Paige a instruir a Billie en el mundo de la magia, la cual posteriormente recuerda haber perdido a una hermana cuando era muy pequeña. En esos borrosos recuerdos, Billie asegura que un demonio se llevó a su hermana, Christy, y las hermanas se ofrecen a ayudarla a encontrarla, a cambio de que Billie las ayude a combatir a los demonios que las acechan.
Nuevamente, Piper y Leo son expuestos a una prueba cuando el Ángel de la Muerte llega con todas las intenciones de llevarse a Leo con él. Piper hace todo lo posible por evitarlo y hace un pacto con el Ángel del Destino, protegiendo a Leo de morir, sin embargo, este deberá ser puesto en animación suspendida y separado de su familia hasta que las Embrujadas realicen su destino y ganen batalla con su Máximo Enemigo. Tristemente, Piper nuevamente debe despedirse de Leo, y desde ese momento trata de descubrir exactamente cual es aquel máximo enemigo del cual el Ángel del Destino le habló.
Ocurren muchos cambios en la vida de Piper a partir de ese momento. Sin Leo, debe acostumbrarse a estar sola y estar al pendiente de sus hijos, especialmente cuando Chris comienza a mostrar sus primeros indicios de magia. Phoebe se muda de la casa para vivir en su propio apartamento, dándole la oportunidad a Billie para que ocupe su lugar y le ayude a eliminar a todos los demonios posibles. Piper y Billie trabajan, por momentos juntas y por momentos por su lado, para poder recuperar a Leo y encontrar a Christy, respectivamente. Billie finalmente encuentra a su hermana, la cual fue abducida por demonios hace varios años por órdenes de la Tríada, grupo demoníaco eliminado años atrás por las Embrujadas, quienes se preparan para su venganza, y las hermanas Jenkins son un factor clave para la realización de sus planes.
Una vez que Christy logra convencer a Billie de que las Embrujadas deben desaparecer, comienza la Batalla Final. Las Embrujadas se enfrentan a las Hermanas Jenkins en un duelo de poder que culmina con la destrucción de la Mansión Halliwell y la muerte de Phoebe y Paige. En las ruinas de la mansión, Piper trata de despertar, sin éxito, a sus hermanas muertas. Christy ha sido eliminada, y el Ángel del Destino aparece para decirle que, al haber cumplido su destino (aunque no debía terminar así), Leo puede regresar a ella. Piper y Leo deben buscar la manera de restaurar el daño y revivir a sus hermanas, y con la ayuda de Coop, un 'cupido' que había aparecido recientemente en la vida de Phoebe, ambos se embarcan en un viaje a través del tiempo para poder evitar que el poder de las Hermanas Jenkins se complemente.
Brincando por diferentes puntos en el pasado y el futuro, Piper y Leo consiguen la ayuda de Patty (de una época en la que todavía seguía casada con Victor y Phoebe no había nacido) y Penny (de una época en la que Patty ya había fallecido) para reconstituir el Poder de Tres y regresar unos segundos antes de la Batalla Final con las hermanas Jenkins e invocar al Vacío, desvaneciendo toda la energía que habría matado a Phoebe y Paige. Billie se da cuenta de que la Tríada únicamente las utilizó para sus propios planes e intenta persuadir a Christy de matar a las Embrujadas pero ella no tiende a razones y lanza una bola de energía para asesinarla, pero tratando de defenderse, se la devuelve, matándola.
Y así es como la batalla final termina.
Piper, Phoebe y Paige escriben en el Libro de las Sombras pequeños pasajes de su vida futura, los mismos que la anciana Piper lee a una de sus nietas años después. Por estas historias es sabido que, años más tarde, Piper tuvo a la niña y el restaurante que siempre soñó.